# Titre (désignation)
Pour les articles homonymes, voir Titre.
Un titre est un type de métadonnée consistant en un nom que l'auteur d'un document ou d'une œuvre choisit pour désigner sa production. Par métonymie, le titre peut aussi être l'œuvre elle-même, plutôt que le nom qui la désigne (on parle par exemple de titre de presse).

## Étymologie
Du latin titulus qui désignait, dans la Rome antique, le panneau portant les chiffres de la bataille gagnée par un général victorieux, ou qualifiait déjà le titre d'un livre, ou une épitaphe, le titre référence les ouvrages littéraires dès l'apparition de l'imprimerie  (avec également le « faux titre », raccourci du titre souvent long). Il faut attendre le XIXe siècle pour que les œuvres d'art acquièrent un titre.

## Usage
Il peut s'agir d'un mot ou d'une phrase, aussi bien nominale que verbale, mais certains titres se limitent à une lettre, un nombre (1984), ou même un symbole[Lesquels ?].
Le titre d'une œuvre est mentionné dans son matériel promotionnel, dans les critiques et les analyses qui en sont faites, dans les différentes bases de données qui la recensent, ou pour toute autre référence, qu'elle soit écrite ou orale.
Le titre peut aussi être inscrit sur ce qu'il désigne, sans que ce soit une règle universelle. C'est ainsi le cas de la plupart des productions imprimées (principalement sur la couverture et la page de titre, éventuellement rappelé  en en-tête ou au pied de chaque page avec ce qu'on appelle un titre courant) et audiovisuelles (dans le générique), mais plus rarement des œuvres d'arts plastiques ou les arts du spectacle. Les supports d'enregistrements musicaux ou audiovisuels sont également accompagnés d'un emballage (la pochette ou la jaquette), voire d'un livret, sur lequel figure le titre.
Un titre peut être suivi d'un sous-titre, c'est-à-dire d'un titre secondaire destiné à préciser le sujet traité. Typiquement, le titre et le sous-titre sont séparés par le signe de ponctuation deux-points ou par la conjonction de coordination « ou », et le sous-titre est inscrit en caractères plus petits que le titre.
Une production peut avoir pour titre le nom de son auteur ou de son personnage principal, par éponymie.
Lorsqu'une œuvre fait l'objet d'une adaptation ou d'un remake, ou lorsqu'elle est traduite, le titre original peut être conservé ou remplacé, ou encore n'être conservé qu'en sous-titre, parallèlement à un nouveau titre.
Dans le cas d'une collection de plusieurs productions (album, recueil), l'une d'elles peut donner son titre à l'ensemble, par métonymie.
Certaines œuvres n'ont pas de titre, et peuvent alors, dans le cas de textes, être désignées par leur passage le plus connu, le plus souvent leur incipit (c'est-à-dire les premiers mots qui la composent) ou leur refrain. Dans certains albums de musique, on trouve des « titres cachés », morceaux dont le titre n'est pas indiqué dans la pochette. Dans les arts plastiques, surtout contemporains, certaines œuvres n'ont pas reçu de titre et sont désignées par le titre Sans titre.
Certaines œuvres sont couramment connues sous un titre différent de celui qui leur a réellement été donné par leur concepteur. C'est ainsi le cas de l'album The Beatles (et non White Album, du fait de sa couverture entièrement blanche), du tableau La Trahison des images (et non Ceci n’est pas une pipe, texte inscrit sur le tableau) et de nombreuses chansons (Over the Rainbow et non Somewhere over the Rainbow, Lady Marmelade de Patti LaBelle et non Voulez Vous Coucher Avec Moi Ce Soir ?, Proud Mary de Creedence Clearwater Revival et non Rollin' on the River, Nel blu dipinto di blu de Domenico Modugno (et non Volare (qui est cependant le titre exact de la version anglaise), Hasta siempre et non Comandante Che Guevara, Canto a la Habana de Celia Cruz et non Cuba que lindos son tus paisajes, etc.).
Un titre peut être abrégé, par exemple en n'en conservant que le début et en suggérant la suite par des points de suspension, ou en le remplaçant par son sigle.
En typographie, les titres sont généralement séparés du reste du texte par l'usage de guillemets ou d'italique.
Durant leur conception, certaines productions sont connues sous un titre de travail, c'est-à-dire un titre temporaire, équivalent d'un nom de code, qui est en principe destiné à être remplacé par un autre titre au moment de présenter l'œuvre au public (il peut cependant être conservé comme titre définitif).

## En peinture
Celui-ci n'apparaît qu'au XIXe siècle par suite de l'inventaire obligé des œuvres pour les expositions qui naissent.
Charles Baudelaire en parle dans sa description des expositions qu'il commente, voire de celles qu'il imagine.
Les peintres surréalistes, ou ceux issus du mouvement,  organisent des réunions avec leurs amis pour définir une liste de titres potentiels pour leurs œuvres (René Magritte, Jean Raine).
Le XXe siècle voit même la création du titre avant la réalisation de l'œuvre plastique qu'elle désignera.

## Journalisme
Dans les médias, on considère en général que la fonction du titre est moins de désigner exactement le contenu que de donner envie de lire l'article.

## Cas remarquables en littérature
- 99 francs : un roman dont le titre correspond à son prix de vente. Il a d'ailleurs été réédité sous le titre 14,99 euros à la suite du passage à l'euro, et son titre a été converti dans la monnaie locale lorsqu'il a été édité à l'étranger (£9.99 en livres sterling au Royaume-Uni, 39,90 en Deutsche Mark en Allemagne, 3 900 TL en livres turques en Turquie, Lire 26.900 en lires italiennes en Italie, etc.). Il change également de titre lors de ses rééditions en livre de poche, moins chères (£6.99 au Royaume-Uni).